# Unternehmen Theseus
1940: Italienische Invasion Ägyptens – Operation Compass
1941: Unternehmen Sonnenblume – Belagerung von Tobruk – Operation Battleaxe – Operation Crusader
1942: Unternehmen Theseus – Erste Schlacht von El Alamein – Schlacht von Alam Halfa – Zweite Schlacht von El Alamein – Operation Torch
1943: Tunesienfeldzug
Unternehmen Theseus (oft auch als Schlacht von Gazala bezeichnet) war der Deckname einer deutschen Militäroperation, einer Offensive der Achsenmächte ab Ende Mai 1942, während des Afrikafeldzugs im Zweiten Weltkrieg. Das Ziel des militärischen Unternehmens war die Umfassung und das Abschneiden von der eigenen Versorgung der zwischen Gazala und Bir Hakeim in befestigten Stellungen eingegrabenen alliierten Armee und die Eroberung der Festung Tobruk. Die  deutsch-italienischen Truppen konnten bis nach El Alamein vorstoßen, dem östlichsten Punkt des Vordringens der Achsenmächte in Nordafrika während des Zweiten Weltkriegs.

## Hintergrund
Italien hatte Frankreich und Großbritannien am 10. Juni 1940 den Krieg erklärt. Der italienische Diktator Benito Mussolini ging von einem nur kurzen Krieg aus und hoffte, durch ein Bündnis mit dem Deutschen Reich einige der Gebietsansprüche Italiens befriedigen zu können. In Nordafrika bestanden diese zum einen aus einer Vergrößerung der Kolonie Italienisch-Libyen in Richtung Westen um das französische Protektorat Tunesien. In östliche Richtung strebte Italien eine Kontrolle über Ägypten und den strategisch wichtigen Sueskanal sowie die Herstellung einer direkten Landverbindung zu seinen Kolonien in Ostafrika an. Nachdem Frankreich im Westfeldzug geschlagen worden war und Tunesien zum nun verbündeten Vichy-Frankreich gehörte, richteten sich die italienischen Expansionsziele in Nordafrika ganz auf Ägypten. Am 9. September 1940 marschierte Italien schließlich mit der 10. Armee in Ägypten ein.

## Kriegsverlauf in Nordafrika
Die Invasion verlief allerdings wenig erfolgreich und kam aufgrund der schlechten Versorgung und Ausrüstung der Truppen nur wenig mehr als 100 km hinter der libysch-ägyptischen Grenze zum Stehen. Am 8. Dezember starteten die Alliierten mit der Operation Compass eine Gegenoffensive. Das ursprünglich auf nur wenige Tage begrenzte und die Vertreibung der italienischen Armee aus Ägypten gerichtete Unternehmen erwies sich als derart erfolgreich, dass der Vormarsch bis nach Libyen fortgesetzt wurde. Bis Anfang Februar 1941 hatten die alliierten Truppen die Kyrenaika bis einschließlich El Agheila besetzt und die italienische 10. Armee nahezu restlos aufgerieben.
Die vollständige Einnahme Italienisch-Libyens unterblieb allerdings, da Teile der in Nordafrika eingesetzten alliierten Truppen zur Abwehr des sich ankündigenden Balkanfeldzugs des Deutschen Reichs im April 1941 eingesetzt werden sollten. Während die Alliierten somit ab Februar 1941 Truppen zur Verteidigung Griechenlands abzogen, verschiffte Deutschland im sogenannten Unternehmen Sonnenblume zeitgleich und heimlich erste Truppenkontingente nach Tripolis und begründete das Deutsche Afrikakorps. Nur wenige Wochen nach seinem Eintreffen ging das von Erwin Rommel kommandierte Afrikakorps zusammen mit den italienischen Divisionen in Libyen zu einer erneuten Offensive über. Die wenigen und überwiegend unerfahrenen alliierten Truppen zogen sich hastig wieder aus der Kyrenaika zurück.
Im Laufe des April waren die Achsenmächte erneut bis zum Halfaya-Pass auf ägyptisches Territorium vorgedrungen. Lediglich der strategisch bedeutsame Tiefwasserhafen Tobruk wurde weiterhin von einer alliierten Besatzung gehalten. Nachdem eine Reihe von Angriffen auf Tobruk im April und Anfang Mai 1941 gescheitert waren, stellte sich Rommel zur Schonung seiner begrenzten Ressourcen auf eine längere Belagerung der Stadt ein. Das alliierte Oberkommando im Nahen Osten unter Archibald Wavell begann zeitgleich mit der Planung und Vorbereitung einer Gegenoffensive, um die Kontrolle über die Kyrenaika zurückzuerlangen und die belagerte Stadt zu entsetzen. Die erste Gegenoffensive – genannt Operation Brevity – begann bereits am 15. Mai, konnte allerdings wenig mehr als die Rückeroberung des Halfaya-Passes (und das auch nur bis zum 27. Mai) erreichen. Zeitgleich (vom 20. Mai bis zum 1. Juni 1941) wurde die Luftlandeschlacht um Kreta geführt, die bei einem für das Deutsche Reich erfolgreichen Verlauf die Luftunterstützung und die Versorgung der Achsenmächte deutlich verbessern würde. Eine zweite am 15. Juni gestartete alliierte Offensive – die Operation Battleaxe – scheiterte unter großen Verlusten an Panzern, wobei die alliierten Truppen nur knapp der Einkreisung und Vernichtung entgingen. Nach diesem Fehlschlag wurde Archibald Wavell als Oberkommandierender des Middle East Command durch Claude Auchinleck abgelöst.
Auchinleck gelang es mit einer im November 1941 gestarteten Offensive – genannt Operation Crusader – schließlich, die belagerte Stadt Tobruk zu entsetzen und das gesamte Gebiet bis zur ägyptisch-libyschen Grenze unter alliierte Kontrolle zu bringen. Eine erneute Besetzung der restlichen Kyrenaika scheiterte aber an einer schnell eingeleiteten Gegenoffensive Rommels, die schließlich Anfang Februar beim alliierten Verteidigungsgürtel bei Gazala zu einem Patt führte. Beide Seiten waren von den vorangegangenen Kämpfen und jeweiligen Versorgungsschwierigkeiten zu geschwächt, um weitere Angriffe beginnen zu können. Sie gruben sich ein und verzichteten zunächst auf weitere Offensiven.

## Militärische Ausgangslage
Nach den schweren Kämpfen zwischen November 1941 und Februar 1942 waren die Kräfte beider Seiten erschöpft, so dass weitere Offensiven zunächst nicht möglich waren. Insgesamt befanden sich die Alliierten in einer vorteilhafteren Position: Zum einen standen ihre Verbände den deutschen und italienischen Truppen bei Gazala in gut ausgebauten Stellungen gegenüber, zum anderen waren ihre Nachschubwege deutlich kürzer. Für die Achsenmächte blieb die Versorgung der Truppen durch die britische Dominanz im Mittelmeer ein ständiges Problem, das sich auch nach der Eroberung Kretas und der Blockade Maltas nur geringfügig besserte. Rommels einzige Hoffnung auf eine Verkürzung der Versorgungswege bestand in einer baldigen Einnahme des Tiefwasserhafens Tobruk.

## Rommels Angriffsplan

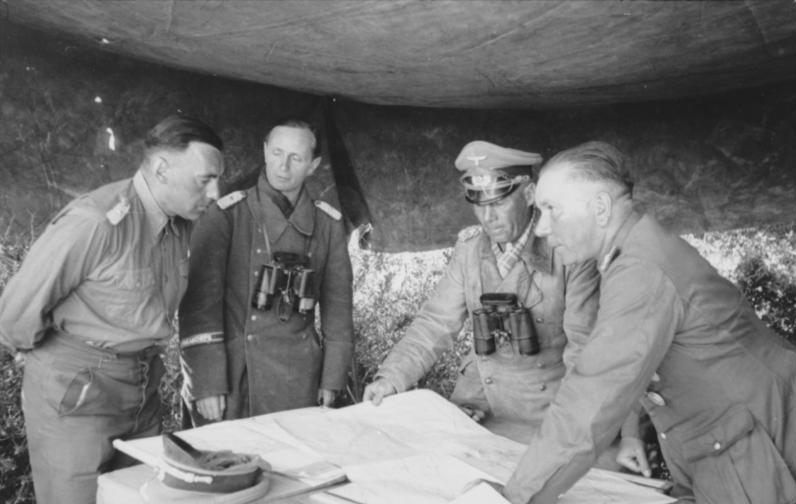
Erwin Rommel mit Walther Nehring (rechts) bei einer Lagebesprechung vor dem Angriff auf Tobruk, April 1942

Rommel plante, die gut ausgebauten alliierten Stellungen zwischen Gazala und Bir Hakeim mit seinen schnellen motorisierten Truppen südlich zu umgehen. Die italienische 132. Panzerdivision „Ariete“ auf der innersten Position der Schwenkbewegung sowie daran anschließend die deutsche 21. und 15 Panzer-Division sollten dann nach Norden eindrehen und in den Rücken der britischen 8. Armee vorstoßen. Bir Hakeim sollte von der 21. Panzer-Division überrannt werden. Nur wenn sich der Widerstand dort als zu zäh erweisen sollte, sollte auf den Funkbefehl „Venezia“ hin die italienische Division „Ariete“ die Bekämpfung der Stellung übernehmen, damit der gesamte Vorstoß nicht ins Stocken geriete. Die 90. leichte Afrika-Division, verstärkt durch zusätzliche Artillerie- und Flakbataillone, sollte die Umgehung auf der äußersten Flanke mitvollziehen. Die italienischen X. und XXI. Korps sollten zeitgleich die alliierten Stellungen bei Gazala frontal angreifen, um von der Umgehungsbewegung abzulenken. Einzig die italienische 101. Division „Trieste“ wäre nicht am Ablenkungsangriff beteiligt, sondern sollte stattdessen weiter südlich einen Korridor durch die feindlichen Minengürtel öffnen, um den Nachschub für die Panzerdivisionen sicherzustellen. Für das ganze Manöver war etwa ein Tag angesetzt, so dass am zweiten Tag der Offensive die alliierten Truppen in ihren Verteidigungsstellungen von zwei Seiten angegriffen werden konnten. Unterstützung sollten die Panzerdivisionen durch die 15. Schützenbrigade erhalten, welche mit Fährprahmen hinter den alliierten Truppen landen und die Via Balbia entminen und besetzen sollte. Die 90. leichte Division sollte währenddessen den Flugplatz bei El Adem besetzen und eventuell von Osten herangeführte alliierte Verstärkungen binden. Bis zum Abend des zweiten Angriffstages sollte so der Großteil der alliierten Truppen aufgerieben sein. Im Anschluss wurde mit einer handstreichartigen Besetzung bzw. einem maximal zwei Tage dauernden Angriff auf Tobruk gerechnet.
Trotz großer Bemühungen, das Unternehmen geheim zu halten, waren die Briten über Enigma von der bevorstehenden Offensive informiert. Allerdings waren weder der genaue Termin noch die Stoßrichtung der feindlichen Truppen bekannt. Innerhalb der britischen Führung gab es zwischen Winston Churchill, Claude Auchinleck und Neil Ritchie zudem sehr verschiedene Auffassungen darüber, wann mit einem Angriff zu rechnen sei und wie Rommels Pläne seien.

## Beteiligte Streitkräfte

### Achsenmächte

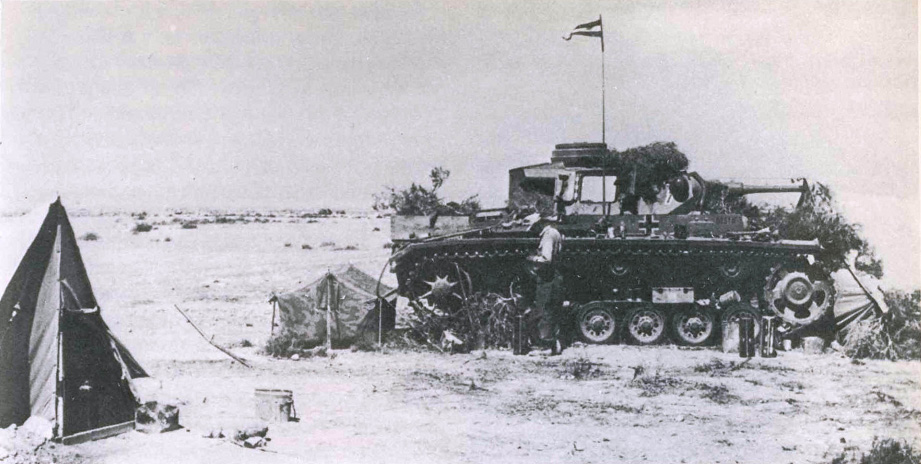
Ein deutscher Befehlspanzer III vor der Gazala-Linie, April 1942

Zu Beginn der Operation konnte die Panzerarmee Afrika insgesamt 565 Panzer ins Feld führen, davon 281 Panzer III mit 5-cm-Kanone kurz (5-cm-KwK 38 L/42), weitere 19 Panzer III mit einer 5-cm-Kanone lang (5-cm-KwK 39 L/60) sowie 40 Panzer IV mit 7,5-cm-Kanone (7,5-cm-KwK 37 L/24). Die restlichen 225 Panzer waren verschiedene italienische Modelle. Im Einsatzgebiet standen etwa 460 Flugzeuge zur Verfügung, von denen 400 unmittelbar einsatzfähig waren. Davon waren 192 deutsche Flugzeuge (135 Jagdflugzeuge (95 einsatzbereit) und 64 Sturzkampfflugzeugen vom Typ Ju 87 (einsatzbereit 54)). Die restlichen 261 Flugzeuge waren verschiedene italienische Jäger- und Bombermodelle. Im Ernstfall hätten weitere knapp 1000 Flugzeuge, die auf Kreta, auf Sizilien und in Griechenland stationiert waren, aktiviert werden können.
- Panzerarmee Afrika (Generaloberst Erwin Rommel)
  - Deutsches Afrikakorps (Generalleutnant Walther Nehring)
    - 15. Panzer-Division (Generalmajor Gustav von Vaerst)
    - 21. Panzer-Division (Generalmajor Georg von Bismarck)

  - 90. leichte Afrika-Division (Generalmajor Ulrich Kleemann)
  - italienisches XX. Korps (Generale di Corpo d’Armata Gastone Gambara)
    - 132. Panzerdivision „Ariete“
    - 101. motorisierte Infanteriedivision „Trieste“

  - Gruppe Crüwell (Die nach General der Panzertruppe Ludwig Crüwell benannte und von ihm geführte Formation wurde für das Unternehmen Theseus zusammengestellt und sollte während Rommels Abwesenheit die im Norden stehenden Truppen kommandieren.)
    - Italienisches XXI. Korps (Generale di Corpo d’Armata Enea Navarini)
      - 102. motorisierte Infanteriedivision „Trento“
      - 60. Infanteriedivision „Sabratha“
      - 15. Schützenbrigade (für die Dauer des Unternehmens aus der 90. leichten Afrika-Division ausgegliedert)

    - Italienisches X. Korps
      - 17. Infanteriedivision „Pavia“
      - 27. Infanteriedivision „Brescia“

### Alliierte
Im Vorfeld der Schlacht von Gazala erhielten die Briten US-amerikanische Waffenlieferungen, vor allem amerikanische M3 Lee/Grant-Panzer. Dank des 75-mm-Geschützes verfügten die Briten damit erstmals im Nordafrikafeldzug über Panzer, die in Schussweite und Durchschlagskraft den deutschen Panzern ebenbürtig waren. Da die Briten selbst eine Offensive bei Gazala geplant hatten und hierfür Kräfte aufbauten, trafen während des Unternehmen Theseus weitere Panzer ein, die als Verstärkung in der Schlacht eingesetzt wurden. Zu Beginn der Schlacht standen den Alliierten 849 Panzer zur Verfügung (167 Grants, 149 US-amerikanische Stuart-Panzer sowie 257 britische Crusader-, 166 Valentine- und 110 Matilda-II-Panzer). Die Desert Air Force hatte etwa 320 Flugzeuge, von denen allerdings nur 190 einsatzfähig waren.
Middle East Command Claude Auchinleck
- 8th Army (Neil Ritchie)
  - XIII Corps (William Gott)
    - südafrikanische 1. Infanteriedivision
    - südafrikanische 2. Infanteriedivision
    - britische 50. Infanteriedivision
    - polnische Karpatenbrigade
    - 32. Armeepanzerbrigade
    - 1. Armeepanzerbrigade

  - XXX Corps (Charles Norrie)
    - 1. Panzerdivision
    - 7. Panzerdivision
      - indische 29. Infanteriebrigade
      - 1. Freie Französische Brigadegruppe (Marie-Pierre Kœnig)

  - Reserve
    - 5. indische Infanteriedivision
    - 10. indische Infanteriedivision
    - indische 11. Infanteriebrigade
    - indische 5. Infanteriebrigade (ab Mitte Juni 1942)

## Verlauf der Operation

### Umgehung der Verteidigungslinie (26.–27. Mai)

Verlauf des Unternehmens Theseus

Das Unternehmen Theseus begann am 26. Mai 1942 mit einem heftigen Artilleriebeschuss der zentralen alliierten Stellungen. Um 14 Uhr gingen die italienischen Divisionen zu einem Frontalangriff auf die feindlichen Linien vor. Unter den italienischen Verbänden befanden sich auch kleine Gruppen von deutschen Soldaten und Panzern. Rommel beabsichtigte, den Gegner glauben zu machen, dass die Panzerarmee Afrika in ihrer vollen Stärke angreife. Dieses Kalkül ging insofern auf, als die Alliierten unverzüglich Truppen von den weiter südlich gelegenen Teilen der Verteidigungslinie nach Norden verlegten. Im Schutz der Dunkelheit begannen gegen 22 Uhr die gepanzerten Verbände der Achsenmächte ihre Umgehungsbewegung.
Zunächst gelang das Manöver unbemerkt und die Truppen stießen bis zum südlichen Ende der Verteidigungslinie bei Bir Hakeim vor. In den frühen Morgenstunden des 27. Mai kam es allerdings zu heftigen Kämpfen zwischen Teilen der dort verteidigenden 3. Indischen Brigade und der Division „Ariete“ sowie Teilen der 21. Panzer-Division. Erst nach einem dreistündigen Gefecht und schweren Verlusten gelang es den Verbänden der Achsenmächte, die Verteidiger zu überrennen. Die Reste der Indischen Brigade zogen sich nach Bir al Gubi zurück. Danach ging die Division „Ariete“ zum Angriff auf Bir Hakeim vor, das von der freifranzösischen Brigade verteidigt wurde. Diese widerstand bis zum 11. Juni in der sogenannten Schlacht von Bir Hakeim allen Versuchen der Achsenmächte, die Oase einzunehmen.
Weiter östlich traf die deutsche 15. Panzer-Division auf die britische 7. Armeebrigade, die zur Unterstützung der indischen Truppen heraneilte. Nicht zuletzt aufgrund der von den Alliierten mittlerweile eingesetzten US-amerikanischen Grant-Panzer mit ihren 75-mm-Geschützen erlitt die deutsche Panzer-Division eine Reihe von Verlusten, konnte sich aber schließlich durchsetzen. Die 4. gepanzerte Armeebrigade zog sich schließlich auf El Adem zurück. Auf der äußersten Seite der Umgehungsbewegung stieß die 90. leichte Afrika-Division auf die 7. motorisierte Brigade und konnte diese schließlich nach Osten in Richtung Bir el Gubi abdrängen. Die leichte Division setzte ihren Vormarsch dann am Vormittag in Richtung Norden fort, wobei sie bald auf das Hauptquartier der britischen 7. Gepanzerten Division stießen und es einnahmen. Unter den Gefangenen befand sich auch der Divisionskommandeur Frank Messervy, der sich allerdings als Adjutant tarnte und wenig später entkommen konnte. Die 90. leichte Division setzte ihren Vormarsch zunächst auf El Adem fort und traf dort schließlich auf die 4. gepanzerte Brigade, die sich zwar nur einige Stunden zuvor aus den Kämpfen mit der 15. Panzer-Division zurückgezogen hatte, mittlerweile aber mit Verstärkungen aufgefrischt war. Die folgenden Kämpfe waren zäh und verlustreich, so dass die leichte Division am Abend etwa 5 km nach Süden zurückzog.
Die Ergebnisse der ersten beiden Tage des Unternehmens waren für beide Seiten gemischt. Die Achsenmächte hatten ihre Ziele – die Abschneidung der an der Gazala-Linie stationierten alliierten Truppen – klar verfehlt. Zwar waren die 15. und 21. Panzer-Division weit vorgestoßen, zugleich hatten sie dabei aber etwa ein Drittel ihrer Panzer verloren und die anderen Einheiten der Umfassungstruppe waren zurückgeblieben. Die 90. leichte Division stand unerwartet starken gepanzerten Kräften gegenüber, die Division „Ariete“ konnte weder Bir Hakeim einnehmen noch die vorgesehene Stellung erreichen und zur Division „Trieste“ bestand gar keine Fühlung mehr. Insgesamt waren die gepanzerten Kräfte der Alliierten deutlich unterschätzt worden. Die vorgestoßenen Truppen waren von der Versorgung abgeschnitten, zu weit verstreut und von allen Seiten von mehr oder minder starken feindlichen Verbänden umgeben. Positiv war nur zu vermerken, dass große Mengen alliierter Versorgungsgüter erbeutet werden konnten und die feindliche Befehlsstruktur durch die Angriffe schwer erschüttert worden war. Im Führungsstab der Panzerarmee Afrika herrschte die Meinung vor, dass das Unternehmen gescheitert sei und man sich so schnell wie möglich wieder auf die Ausgangsposition zurückziehen müsse.

### Im „Wurstkessel“
Ab dem 28. Mai kam der Angriff der Achsenmächte im Süden überall zum Stehen. Die von den Alliierten herangeführten Verstärkungen blockierten jeden weiteren Vormarsch nach Norden. Zugleich leistete die freifranzösische Brigade bei Bir Hakeim erbitterten Widerstand und schlug Tag für Tag alle Angriffe der italienischen Division „Ariete“ ab. Zudem intensivierte die Royal Air Force ihre Angriffe auf Rommels Verband. Eingeklemmt zwischen alliierten Truppen im Norden und Osten sowie den freifranzösischen Truppen bei Bir Hakeim, der Weg nach Westen durch einen dichten Minengürtel versperrt und damit von jeder Versorgung abgeschnitten, wurde die Situation der Achsenmächte zunehmend verzweifelt. In der englischsprachigen Literatur prägte sich später für diese Position der Achsenmächte während des Unternehmens die Bezeichnung „the Cauldron“ („der Kupferkessel“ oder „der Hexenkessel“), während man auf deutscher Seite vom „Wurstkessel“ sprach.
Rommel entschloss sich in dieser Situation, seine Truppen ganz im Westen des Kessels zu konzentrieren, um der italienischen Division „Trieste“ – die immer noch daran arbeitete, einen Versorgungsweg durch den Minengürtel nördlich von Bir Hakeim frei zu machen – einen sicheren Brückenkopf vorzubereiten. Die an der zu sichernden Position stehende 150. Brigade der britischen 50. Infanteriedivision konnte am 30. Mai überrannt werden. Schlussendlich konnten zwei Korridore durch den Verteidigungsgürtel gesichert und die Versorgung der Panzertruppen im Kessel aufgenommen werden. Auch mit der wieder verbesserten Versorgungslage gelang es jedoch zunächst nicht, den Vormarsch nach Norden weiter fortzusetzen. Die freifranzösische Brigade hielt weiter Bir Hakeim und konnte am 1. Juni und auch den folgenden Tagen weitere Angriffe der Division „Ariete“ – diesmal unterstützt von der 90. leichten Afrika-Division – abschlagen.
Nach der scheinbar erfolgreichen Abwehr der Umgehungstruppe drängte Claude Auchinleck den Befehlshaber der 8. Armee, Neil Ritchie, zu einem umgehenden Gegenangriff (Deckname Operation Aberdeen). Im Norden sollten die italienischen Divisionen, die ohne nennenswerte Panzerunterstützung agierten, zurückgedrängt und im Süden der Kessel um die feindlichen Panzerdivisionen durch weitere Angriffe zusammengeschnürt werden. Ritchie schätzte die Lage weit weniger optimistisch ein und zog zunächst weitere Truppen bei El Adem zusammen, bevor er am 5. Juni um 2:50 Uhr den Gegenangriff einleitete. Nach anfänglich gutem Vormarsch trafen die alliierten Verbände auf starke Gegenwehr. Die im Süden eingesetzten alliierten Panzerbrigaden erlitten große Verluste und in den frühen Nachmittagsstunden war der Vorstoß zum Erliegen gekommen. In dieser Situation leitete Rommel einen Gegenangriff ein. Die Division „Ariete“ und 21. Panzer-Division stießen in Richtung Osten sowie die 15. Panzer-Division in Richtung Norden vor. Es gelang, die alliierten Panzerbrigaden zum Rückzug zu zwingen und mehrere Feldkommandoposten zu überrennen. Die im Kessel verbliebenen alliierten Infanterie-, Artillerie- und Aufklärungseinheiten waren damit von jeder Unterstützung durch Panzer abgeschnitten und wurden am folgenden 6. Juni eine nach der anderen überrannt. Auch gegen die italienischen Divisionen im Norden gelang es dem alliierten XIII. Korps nicht, nennenswerte Geländegewinne zu verbuchen.
In den folgenden Tagen bis zum 10. Juni ließ Rommel immer wieder schnelle Vorstöße nach Norden und Osten unternehmen, um den Aufbau einer weiteren größeren Angriffswelle im Keim zu ersticken. Zugleich konzentrierte er den Großteil seiner Truppen auf die Einnahme des immer noch von der freifranzösischen Brigade gehaltenen Bir Hakeim, das eine beständige Bedrohung im Rücken der Umgehungstruppe darstellte und die Nachschublinien gefährdete. Trotz aller Anstrengungen gelang erst am 10. Juni ein tiefer Einbruch in die französischen Verteidigungsstellungen. Obwohl umzingelt, gelang es Major Kœnig, noch in der Nacht zum 11. Juni mit einem Großteil seiner Truppen (etwa 2700 von ursprünglich 3600 Mann) durch die feindlichen Linien zu schlüpfen und sich nach Westen abzusetzen. Als Bir Hakeim in den Vormittagsstunden des 11. Juni von den Achsenmächten eingenommen wurde, nahmen sie etwa 500 freifranzösische Soldaten gefangen, überwiegend Schwerverwundete, die durch den nächtlichen Ausbruch überfordert gewesen wären.
Nach der Einnahme Bir Hakeims ließ Rommel seine Truppen erneut nach Osten und Norden vorstoßen. Bis zum 13. Juni wurden die alliierten Verbände in der so genannten „Knightsbridge Box“ sowie bei El Adem zurückgedrängt. Damit stand den Achsenmächte sowohl der Weg in Richtung Tobruk als auch die Möglichkeit offen, dem alliierten XIII. Korps, das immer noch in unentschiedenen Kämpfen mit den italienischen Divisionen vor Gazala verwickelt war, in den Rücken zu fallen.

### Rückzug der 8. Armee
Angesichts der Situation befahl Auchinleck am 14. Juni die Aufgabe der Gazala-Linie. Die Truppen sollten eine neue Verteidigungslinie vor Tobruk zwischen Acroma im Norden, El Adem und Sidi Rezegh bilden. Bereits der Rückzug gestaltete sich schwierig, da die Küstenstraße nicht ausreichend Kapazität für die Bewegung aller Divisionen und Brigaden bot. Zwei Brigaden der 50. Infanteriedivision mussten sich daher durch die Linien der italienischen Divisionen „Brescia“ und „Pavia“ durchkämpfen, um dann in einem weiten Bogen auf dem Weg, den Rommels Umgehungstruppe genommen hatte, ihren Rückzug nach Osten anzutreten. Damit fielen diese beiden Brigaden in der Schlacht um Tobruk aus, da sie ihre schweren Waffen zurücklassen mussten und man im Kampf gegen Panzer mit Infanteriewaffen nicht viel erreichen kann.
Auch wenn der Rückzug auf die neuen Stellungen zunächst gelang, konnten diese doch nicht gehalten werden. Sowohl am 15. als auch am 16. Juni nahmen die Achsenmächte jeweils zentrale Punkte in der Verteidigung ein. Auchinleck blieb daher am 17. Juni nichts weiter übrig, als den weiteren Rückzug der 8. Armee zunächst bis in das 160 km weiter östlich gelegene Marsa Matruh, später dann auf das noch einmal 160 km dahinter liegende El Alamein zu befehlen. Die Tobruker Garnison sollte – wie bereits im Jahr zuvor – der erwarteten Belagerung zumindest eine Zeitlang standhalten und die Truppen der Achsenmächte binden.

### Der Fall Tobruks

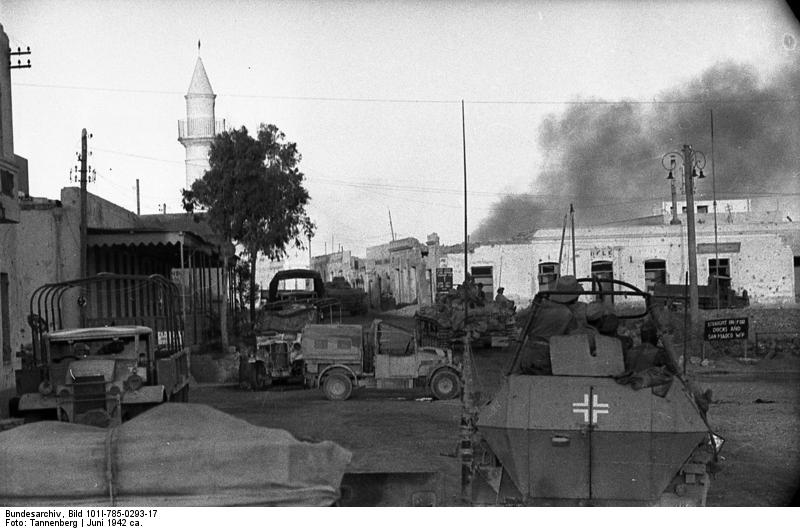
Deutsche motorisierte Einheiten rücken in Tobruk vor

Die Verteidigung Tobruks wurden der südafrikanischen 2. Division übertragen, die von zwei weiteren Infanterie-, einer Panzer- und einer Flugabwehr-Brigade unterstützt wurde. Noch bevor jedoch die Verteidigung der Hafenstadt ausreichend organisiert werden konnte, erreichten die Achsenmächte die Stadt. Rommel wollte die Verteidigung von Tobruk täuschen, indem er wie im Jahr 1941 die motorisierten Truppen an der Stadt vorbei stoßen ließ. Dies gelang auch und die motorisierten Verbände das Afrikakorps wendeten und stießen von der anderen Seite in die Verteidigungsstellungen der Festung Tobruk. Bereits am 20. Juni begann aus südöstlicher Richtung der Sturm auf die britischen und südafrikanischen Verteidiger, deren Verbände im weiteren Kampfverlauf gespalten wurden. Die Zusammenarbeit der deutsch-italienischen Truppen klappte diesmal hervorragend. So arbeiteten zum Beispiel die Angriffspitzen der 21. Pz-Division mit Leuchtsignalen, um den Stukas die vorderste Front zu markieren. Auch die bei den Alliierten gefürchteten 8,8-cm-Geschütze nahmen Bunker unter direkten Beschuss. Der zermürbende und für beide Seiten verlustreiche Kampf ging bis in die Nacht fort. Am darauf folgenden Tag kapitulierte der alliierte Befehlshaber Generalmajor Hendrik B. Klopper mit etwa 35.000 Mann und gab sich gefangen.

## Folgen
Unmittelbar nach der Einnahme Tobruks wurde Erwin Rommel zum Generalfeldmarschall befördert. Neil Ritchie hingegen wurde vom Kommando der 8. Armee entbunden, das Auchinleck nun persönlich übernahm. Die Panzerarmee Afrika setzte ohne Verzögerung ihren Vormarsch nach Ägypten fort; die sich zurückziehenden alliierten Truppen konnten allerdings nicht daran gehindert werden, ihre vorgesehene neue Verteidigungslinie bei El-Alamein zu erreichen. Auchinleck ließ den Rückzug von kleinen schlagkräftigen Trupps decken, welche die Verfolgung immer wieder verzögerten.
Auch wenn das Unternehmen Theseus als einer der größten militärischen Erfolge Rommels gilt, so erlitten seine Truppen doch hohe Verluste, insbesondere an Panzern. Von dieser Schwächung der gepanzerten Kräfte sollte sich die Panzerarmee Afrika nicht wieder erholen. In den folgenden Kämpfen vor El Alamein zwischen Juli und November 1942 war die Schwäche der Panzertruppe ein wesentlicher Faktor für die Niederlage der Achsenmächte.